# Heinkel He 112

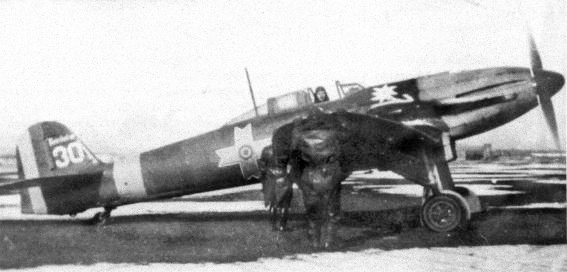

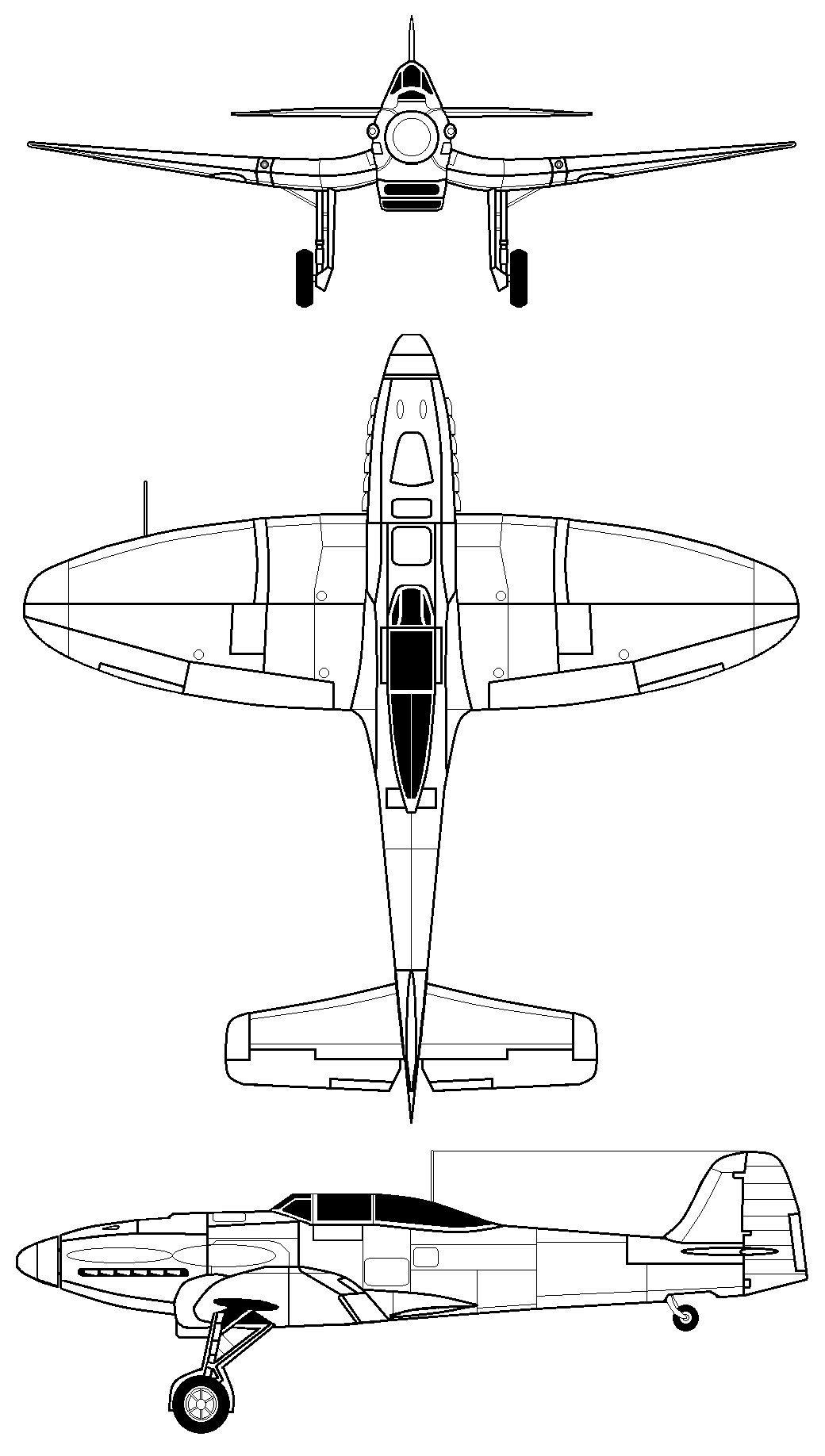
Ritning av Heinkel He 112.

Heinkel He 112 var ett tyskt jaktplan som konstruerades före det andra världskriget. Typen användes också för tidiga experiment med raketmotorer, dels med en motor konstruerad av Wernher von Braun, dels en motor av Hellmuth Walters konstruktion. Huvuddelen av dessa prov utfördes i Peenemünde med provflygaren Erich Warsitz som pilot. 
Det tillverkades i 104 exemplar. 